# Paul de Jersey
Paul de Jersey (ur. 21 września 1948 w Brisbane) – australijski prawnik i działacz społeczny, w latach 1998-2014 prezes Sądu Najwyższego Queenslandu, a w latach 2014–2021 gubernator Queenslandu.

## Życiorys

### Kariera zawodowa
Ukończył studia w zakresie nauk humanistycznych (sztuk) i prawa na University of Queensland. W 1971 uzyskał prawo wykonywania zawodu adwokata i podjął prywatną praktykę, w toku której specjalizował się w prawie handlowym oraz prawie konstytucyjnym. W 1981 otrzymał tytuł zawodowy radcy królowej (QC). W 1986 został powołany w skład Sądu Najwyższego Queenslandu, zaś w 1998 został prezesem tego sądu, co automatycznie dało mu status osoby zastępującej gubernatora stanu w czasie jego nieobecności lub wakatu na urzędzie gubernatorskim. Zajmował to stanowisko do 8 lipca 2014, kiedy to przeszedł na sędziowską emeryturę.

### Działalność społeczna
De Jersey był związany z kilkoma organizacjami zajmującymi się badaniami nad chorobami nowotworowymi. W latach 1991-2014 był społecznym doradcą prawnym anglikańskiego arcybiskupa Brisbane, z tytułem kanclerza archidiecezji. Od 2014 jest w strukturach kościelnych tytułowany kanclerzem seniorem.
29 lipca 2014 został zaprzysiężony na gubernatora Queenslandu. Urząd ten pełnił do 1 listopada 2021.

## Odznaczenia i wyróżnienia
W 2000 De Jersey otrzymał Order Australii klasy Kawaler, zaś w 2003 Centenary Medal. Jest doctorem honoris causa University of Queensland oraz University of Southern Queensland.